# Cmentarz żydowski w Kolimagach
Cmentarz żydowski w Kolimagach – cmentarz żydowski zlokalizowany w lesie, w pobliżu wsi Kolimagi, po zachodniej stronie drogi Kolimagi – Kolno.
Cmentarz na planie prostokąta, o pow. 0,15 ha, pierwotnie otoczony ogrodzeniem ze słupów kamiennych, łączonych żeliwnymi łańcuchami.
W 1940 zajmujący te tereny Sowieci w ramach umacniania nowej granicy z Niemcami na Pisie wykopali tu system rowów przeciwczołgowych. Latem 1941 Niemcy wykorzystali te obiekty do masowych egzekucji ludności żydowskiej pochodzącej z Kolna i okolic. Wymordowano wtedy ok. 400 osób; według innych źródeł rozstrzelano tu większość mężczyzn wywiezionych z Kolna (ponad 1000 osób), podczas gdy kobiety z miasta zamordowano w Mściwujach.
Po wyzwoleniu zbiorowa mogiła została ogrodzona, w części centralnej ustawiono granitowy pomnik z napisem: Tu spoczywają prochy tysięcy ofiar faszyzmu hitlerowskiego zamordowanych w latach 1941-1943. Cześć ich pamięci